# Schiffbach
Der Schiffbach ist ein linker Zufluss der oberen Rottach in der Gemeinde Rottach-Egern im oberbayerischen Landkreis Miesbach.

## Geographie

### Verlauf
Der Bach entsteht nahe der Rottachalm auf etwa 1210 m ü. NHN aus Pfenniggraben und Röthensteingraben an den östlichen Hängen des Setzbergs, fließt weitgehend ostwärts, bevor er in den Tegernsee-Zufluss Rottach mündet.

### Zuflüsse
- Pfenniggraben, linker Oberlauf von Westen
- Röthensteingraben, rechter Oberlauf von Südwesten
- Blankensteingraben, von rechts und Südwesten